# Noctuelia nuchalis
Noctuelia nuchalis là một loài bướm đêm trong họ Crambidae.